# Bill Roberts (cestista)
William Joseph Roberts, detto Bill (Fort Wayne, 13 marzo 1925 – DeKalb, 23 gennaio 2016), è stato un cestista statunitense, professionista nella BAA, nella NBA, nella NPBL e nella ABL.